# 南雄府学宫
25°07′16″N 114°18′24″E / 25.12111°N 114.30667°E
南雄府学宫位于中国广东省南雄市雄州街道市政府大院，1995年被列为南雄市文物保护单位，2010年被列为广东省文物保护单位。
南雄府学宫始建于明建文元年（1399年），由南雄知府文德远所创建，成化年间扩建，后经多次修葺扩建。现仅存清代所建的大成殿，台基高1.1米，面宽五间18米，进深三间13米，通高10.85米，重檐歇山顶。

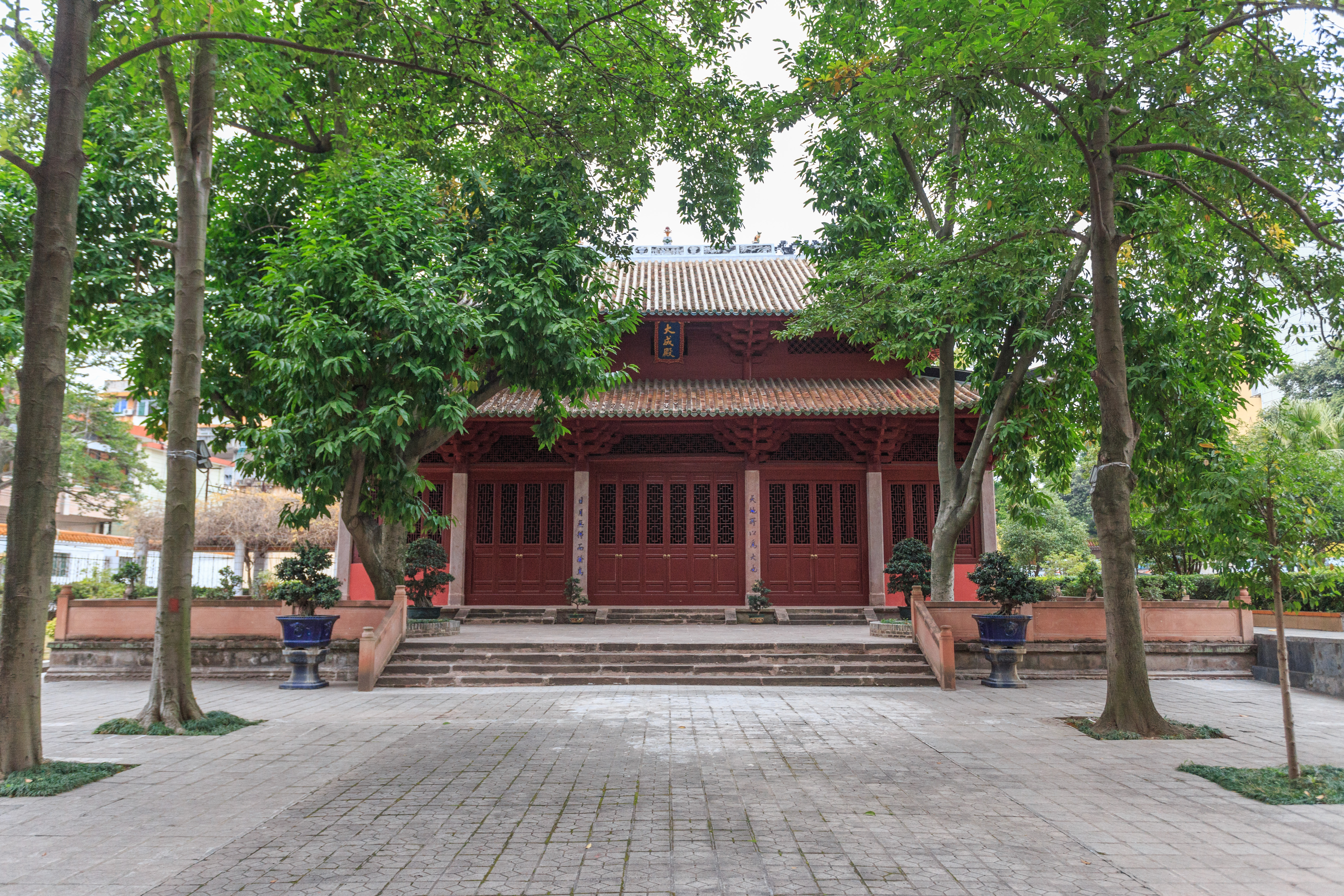
南雄府学宫大成殿